# Bumper
En bumper är likt en vinjett, en programpresentation, men bumpern används inte i början av programmet utan före eller efter reklaminslag eller mitt i programmet för att byta ämne. Oftast är bumpern cirka 5 sekunder lång och gjord i datorgrafik.

## Inom reklam
TV-kanalerna säljer ofta platsen före och efter att ett program avbryts för reklam som en annonsplats. Denna plats kallas ofta av kanalerna för billboards och breakbumpers. Där har annonsörer en möjlighet att gå in och "sponsra" eller "presentera" det givna programmet.
Dessa annonsplatser följer inte samma regelverk som traditionell reklamfilm då tittaren sällan eller aldrig har möjlighet att "missa" annonsplatsen. Därför får budskapet och presentationen inte vara för säljande.